# Catacombes de Domitilla
Les Catacombes de Domitilla font partie des plus anciennes catacombes de Rome. Elles datent du IIe siècle, tout comme la Catacombe de Priscille. C'était initialement le jardin d'une propriété appartenant à une branche des flaviens dans lequel a été enterrée sainte Pétronille, une descendante de Titus Flavius Petro, le grand-père de l'empereur Vespasien.
Vers 96, au cours de ce que la tradition chrétienne appelle la « Persécution de Domitien » (des historiens modernes[Qui ?] ont choisi de considérer ce terme de « persécution » comme inapproprié[réf. souhaitée]) deux chambellans de la sainte Flavia Domitilla, les martyrs Nérée et Achillée, ont aussi été enterrés dans ce jardin, aux côtés de la tombe de Pétronille. Autour de ces martyrs d'autres chrétiens ont obtenu de pouvoir être enterrés, alors que d'autres sépultures renfermaient les corps de personnes simplement liées aux Flaviens, sans être spécialement chrétiennes.
Les catacombes proprement dites ont commencé à être creusées au milieu du IIe siècle par des personnes liées avec la famille de l'empereur Antonin le Pieux. Le cimetière souterrain s'est développé à partir des IIe – IIIe siècle, d'abord comme des noyaux funéraires distincts qui se sont réunis ensuite en une seule grande catacombe. Abandonnée au VIIIe siècle, puis oubliée, la catacombe a été redécouverte par Antonio Bosio à la fin du XVIe siècle et explorée méthodiquement par Giovanni Battista De Rossi dans la deuxième partie du XIXe siècle.
Avec environ 80 tombes peintes, les catacombes de Domitilla sont aussi l'une des plus grandes collections de catacombes peintes. Elles sont situées sur la via Ardeatina près de la catacombe de Saint-Calixte, mais leur entrée actuelle est située au 282 via delle Sette Chiese.

## Son nom
Le nom de cette catacombe vient de Flavia Domitilla qui dans la dernière partie du Ier siècle possédait cette propriété située en dehors de l'ancienne enceinte des murs de Rome. La loi romaine obligeait en effet d'ensevelir ou d'incinérer les cadavres à l'extérieur de la ville : c'est la limite du pomœrium. On a trouvé sur le terrain où ces catacombes ont ensuite été creusées, « deux inscriptions mentionnant des concessions faites en vue de sépulture « e beneficio » et « ex indulgentia Flaviae Domitillae », c'est-à-dire grâce à la générosité de Flavia Domitilla. Dans le voisinage, on avait déjà trouvé au XVIe siècle l'épitaphe en vers du nain phrygien Hector, dévot de Cybèle et d'Attis, d'abord cocher et lutteur, puis, semble-t-il, bouffon au service de Domitilla, qu'il remercie, dans son inscription funéraire, d'avoir permis que son petit corps pût reposer dans une terre non exiguë. Flavia Domitilla prit donc une part active à la destination cimétériale de sa propriété de la voie Ardéatine. »
Quelques détails permettent de dire que la Flavia Domitilla dont il est question est la femme du consul Titus Flavius Clemens, la nièce des empereurs Titus et Domitien. Certains critiques estiment toutefois que la propriété a pu appartenir à la sainte Flavia Domitilla des Actes, puis après sa mort au début du règne de Trajan, être transmise à la Domitilla, femme de T.Flavius Clemens. Cette inscription rejoint ce qui est écrit dans des Actes de martyrs chrétiens qui permettent de déduire que cette propriété où la sainte Pétronille et Nérée et Achillée ont été enterrés avant le règne de Trajan, appartenait à un membre de la famille des flaviens. Il en est de même, du grand nombre de personnes enterrés à cet endroit dont les noms indiquent qu'ils appartenaient à la famille flavienne. De Rossi a découvert à proximité plusieurs inscriptions qui renvoyaient aux Flaviens, dont une pierre tombale d'un Titus Flavius Sabinus et de sa sœur Titiana. Titus Flavius Sabinus étant le nom du frère de Vespasien et ayant été porté par — au moins — quatre autres membres de la famille flavienne, lorsque ceux-ci étaient empereurs et Titiana renvoie à la branche Flavii Titiani dont deux ont été préfet d'Égypte sous le nom de Titus Flavius Titianus, le premier de 126 à 133 et l'autre de 164 à 167,. D'autres inscriptions datant de la deuxième moitié du IIe siècle renvoient aux familles Arria et Aurelia liées à la famille de l'empereur Antonin le Pieux.
Après le Ier siècle, « le souvenir de Flavia Domitilla continue à être lié aux sépultures chrétiennes de la catacombe. » Ainsi le texte de la dalle de fermeture d'un loculus postérieure au IVe siècle mentionne encore son nom, plus de deux siècles après sa mort. « Les guides de pèlerins du Haut Moyen Âge, ainsi que les légendes hagiographiques » témoignent aussi du lien entre le cimetière et le souvenir de Domitilla.
Ce sont des éléments significatifs ; « en effet, dans la majeure partie des cas, la topographie cémétériale chrétienne de Rome conserve le souvenir de l'évergète qui a offert des lots de terrains pour la création de sépultures destinées aux membres de la communauté chrétienne. » Domitilla a donc très probablement fait des séries de donations « d'une part à la communauté chrétienne, et, d'autre-part et surtout, à des particuliers dont certains ne sont devenus chrétiens que plus tard. »
Dans l'index des anciens cimetières chrétiens de Rome (Index coemeteriorum vetus), elle est appelée Cymiterium Domitillae, Nerei et Achillei ad sanctam Petronellam via Ardeatina (Cimetière de Domitilla, Nérée et Achillée et de la sainte Pétronille, via Ardeatina).

## La catacombe

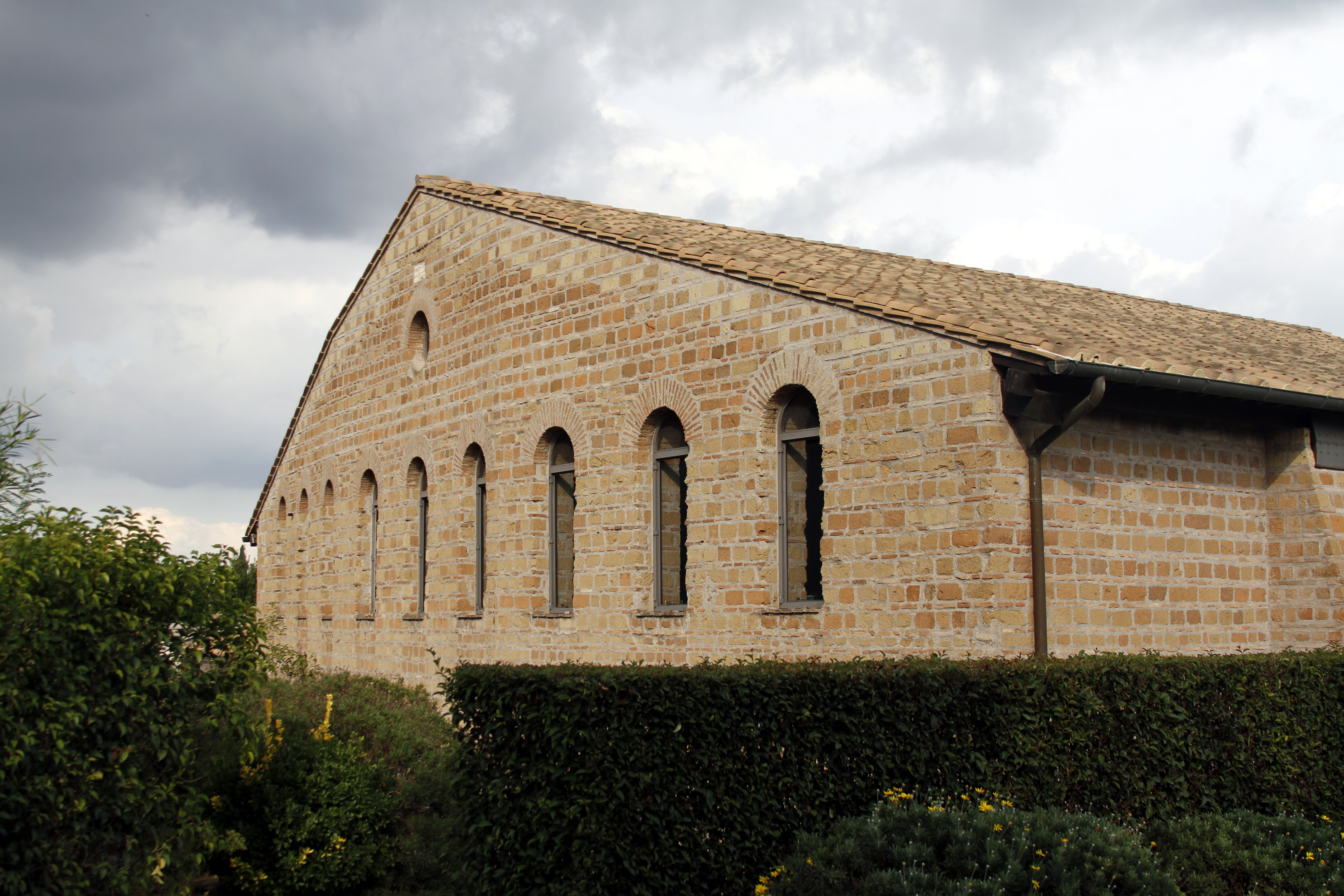

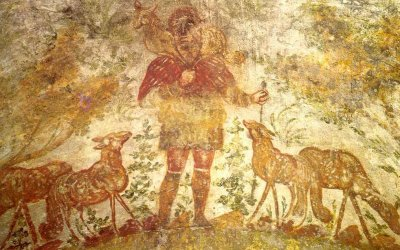
Le Bon-Pasteur

Les immenses catacombes de Domitilla se trouvent à proximité des catacombes de Saint-Calixte à Rome, sur la Via Ardeatina. Elles sont composées de 12 kilomètres de galeries souterraines. Ce sont, avec celles de Saint-Calixte, les plus grandes catacombes souterraines de Rome et les seules à contenir encore des ossements. C'est aussi le plus ancien des réseaux funéraires souterrains de Rome. Elles sont aussi les mieux conservées. « Elles fournissent également un aperçu étendu de toutes les phases et phénomènes d'une nécropole paléochrétienne. » On y trouve notamment une fresque de la Dernière Cène datant du IIe siècle. Des tombes païennes isolées et des sépultures anonymes de la communauté chrétienne ont contribué à former un immense réseau de galeries au IVe siècle.
L'accès aux catacombes est possible en contrebas de l'église antique située 280-282 via delle Sette Chiese. Elles ont été redécouvertes en 1593 et une grande partie a été restaurée en 1870. L’essentiel du travail archéologique est l’œuvre de Giovanni Battista De Rossi à la fin du XIXe siècle. Une campagne de relevés archéologiques a eu lieu de 2006 à 2009, sous la direction de N. Zimmerman. Une reconstitution partielle en 3D de ces catacombes a été réalisée à partir de ces relevés.
De Rossi a retrouvé la basilique semi-enterrée dédiée à Nérée et Achillée près de la Viale Tor Marancia (it) qui se trouve à une brève distance de l'ancienne Ardeatina.
Avec environ 80 tombes peintes, les catacombes de Domitilla sont aussi l'une des plus grandes collections de catacombes peintes. Outre la basilique et l'hypogée des flaviens, sont notables : le « cubiculum de Veneranda », « l'arcosolium des Petits Apôtres » et le « cubiculum du fossoyeur Diogène ». Près de l'Hypogée des Flaviens se trouve l'Hypogée du Bon-Pasteur.

## Histoire

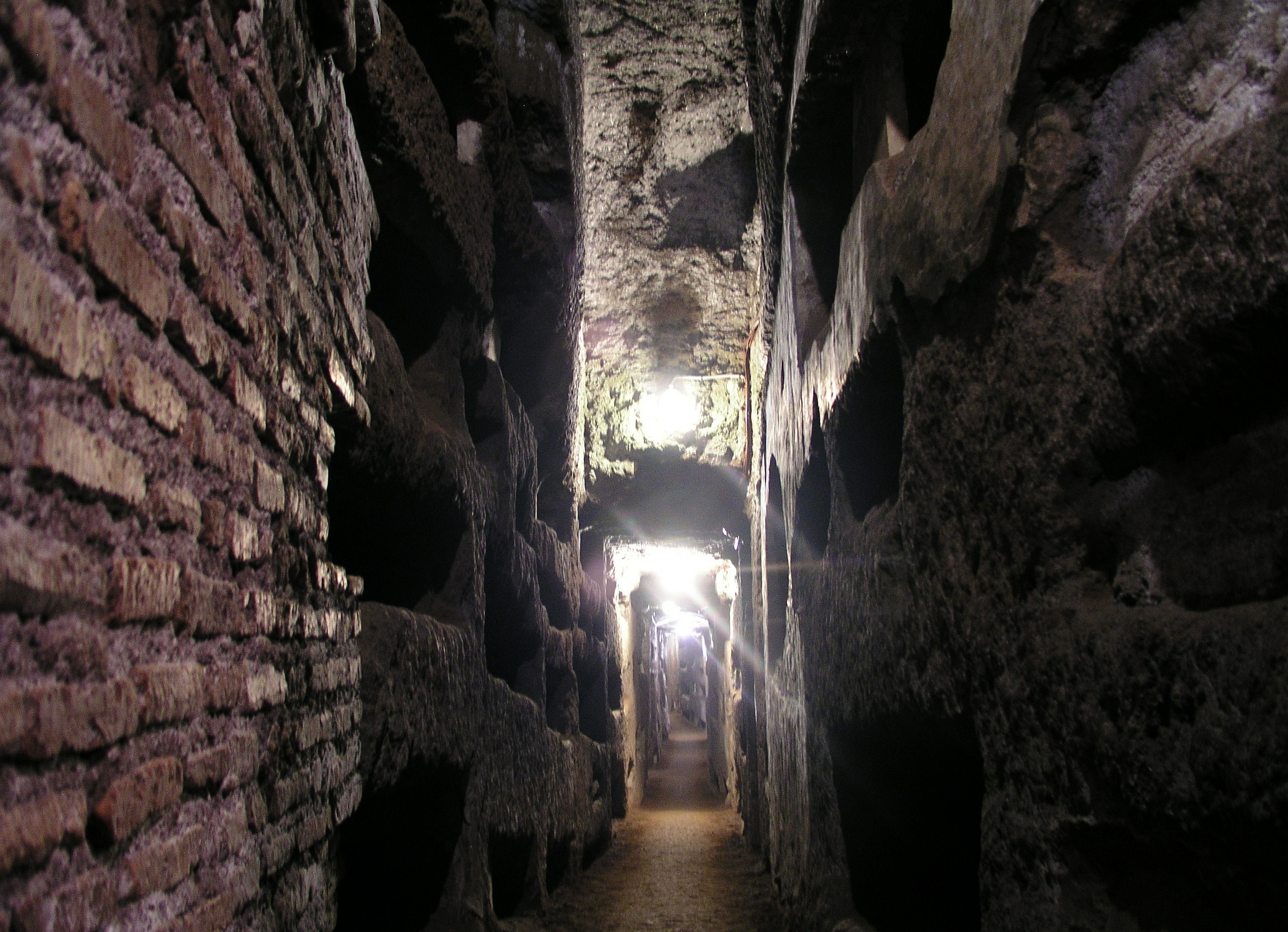
Travée creusée dans le roc.

Dans le dernier tiers du Ier siècle des membres de la famille flavienne possédaient ici une propriété ou selon les Actes des martyrs de Nérée et Achillée et Flavia Domitilla une « maison de campagne » avec un aeranium. Après 95, la propriétaire de cette maison de campagne était Flavia Domitilla, la femme de Titus Flavius Clemens.

### Pétronille puis Nérée et Achillée
Des textes chrétiens comme les Actes des martyres de la vierge sainte Flavia Domitilla et des saints Nérée et Achillée attestent que sainte Pétronille (Aurelia Petronilla),, une disciple convertie par l'apôtre Pierre à Rome y aurait été enterrée à une date inconnue située après cette prédication de Pierre et avant l'an 95. Le Liber Pontificalis restitue ainsi l'inscription gravée sur son sarcophage : « Aureliae Petronillae Filiae Dulcissimae ("Aurélia Pétronilla chère fille") ». De même, presque toutes les listes des tombes des martyrs romains les plus vénérés des VIe – VIIe siècle, mentionnent la tombe de sainte Pétronille comme située dans la Via Ardeatina à Rome, à côté de la sépulture des saints Nérée et Achillée. Une topographie des tombes des martyrs romains, l'Epitome libri de locis sanctorum martyrum, localise « Via Ardeatina » une église de sainte Pétronille, dans laquelle deux saints du Ier siècle, Nérée et Achillée, ainsi que Pétronille ont été enterrés. Il s'agit probablement de la basilique semi-enterrée des saints Nérée et Achillée qui a été mis au jour dans cette catacombe et où se trouvait aussi la chambre funéraire de Petronilla.
Aurelia Petronilla aurait été une descendante de Titus Flavius Petro, le grand-père de l'empereur Vespasien, et liée au disciple Tite (diminutif de Titus). Une inscription qui figure sur une fresque du IVe siècle située dans la basilique souterraine de la catacombe de Domitilla,
 confirme son nom et représente Pétronille comme recevant au ciel, une personne décédée (appelée Veneranda).
Vers 96, c'est à côté de cette tombe que sont ensevelis les saints Nérée et Achillée, chambellans d'une Flavia Domitilla, dont on ne sait s'il s'agit de la femme de Titus Flavius Clemens ou s'il s'agit de sa nièce. Ainsi dans les Actes des martyres de la vierge sainte Flavia Domitilla et des saints Nérée et Achillée on lit qu'un certains Auspicius emmena le corps de Nérée et Achillée à Rome et « vint les ensevelir dans l'arenarium de la maison de campagne de Domitilla, sur la voie Ardéatine, à un mille et demi des murs de la ville, non loin du tombeau de Pétronilla, la « fille » de l'apôtre Pierre. » L'expression fille de l'apôtre Pierre, doit s'entendre comme une « fille spirituelle » de Pierre, mais vient aussi d'une subtile référence au fait qu'elle était probablement aussi fille d'un Petro descendant du grand-père de l'empereur Vespasien appelé Titus Flavius Petro, dont le cognomen est Pierre (Petro),.
À cette époque, la catacombe n'existe pas encore et les inhumations ont lieu sur le terrain qui dans la terminologie chrétienne va devenir un cœmeteria (dortoirs), puisque dans la croyance des premiers chrétiens, les morts étaient seulement endormis jusqu'au retour imminent de Jésus Christ qui devait se produire alors que certains de ceux qui l'avaient directement entendu ne seraient pas encore morts.

### Nucleus des Flavi AureliA
Selon les données de l'archéologie, « la présence de chrétiens enterrés à la surface de ce praedium à l'époque de Domitien est assez probable même si cette affirmation doit être entourée de toutes les précautions possibles. Il est établi désormais que les premiers hypogées chrétiens de toute la zone funéraire suburbaine de Rome ne peuvent être datées avant la fin du IIe siècle et surtout au début du IIIe siècle, mais il est également établi que ces hypogées naissent à partir de lots funéraires de la surface donnés en concession aux chrétiens. » Après avoir utilisé l'espace disponible à la surface du sol pendant un siècle, les descendants des premiers bénéficiaires des donations de terrain en vue de sépultures « ainsi que l'Église romaine réalisèrent la création des premiers hypogées dans l'ex praedium Domitillae », comme partout ailleurs dans les propriétés possédées par les chrétiens à la périphérie de Rome.
Les recherches sur la topographie de la Catacombe de Domitilla « démontrent qu'un nucleus cémétérial au moins, celui des Flavi Aureli A est un hypogée chrétien communautaire dès l'origine. »

### Hypogée des Flaviens

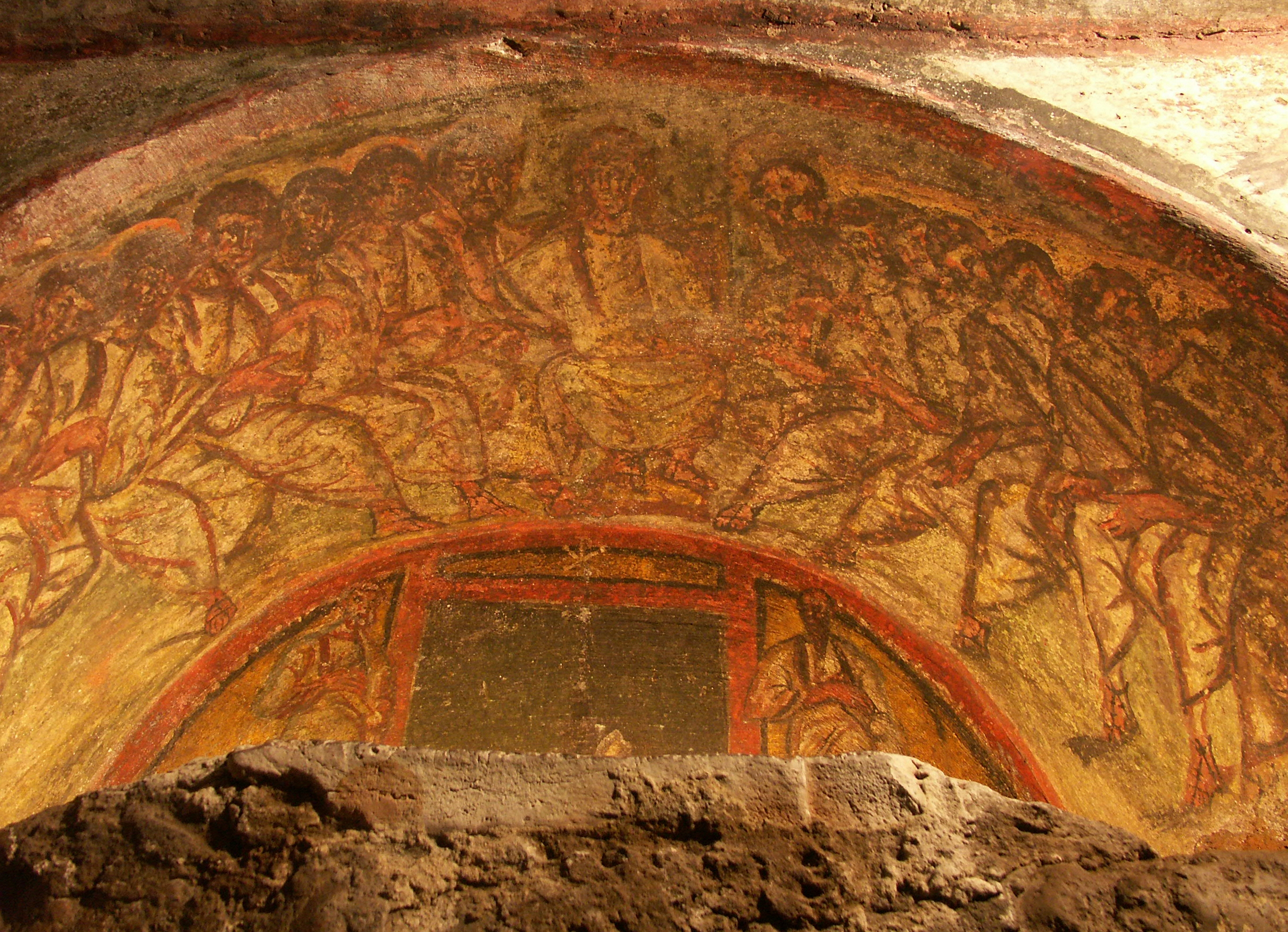
Fresque « Jésus et les douze Apôtres » avec le Chrisme, Chi et Rhô entrelacés.

Dans l'enceinte de la propriété de Domitilla on a retrouvé un hypogée particulièrement remarquable par ses dimensions et la richesse de ses décorations. Les voûtes et les murs de cette vaste galerie souterraine de 20 mètres / 2,5 mètres sont recouverts de peintures délicates, représentant des dessins géométriques ou des motifs païens, alors que d'autres s'inspirent de la Bible. Malgré le nom qui lui a été donné il semble daté du milieu du IIe siècle et avoir été la sépulture de multiples personnes se rattachant aux familles Arria et Aurelia. Ces noms appartiennent tous deux à l'empereur Antonin le Pieux (mort en 161) et la propriété de Domitilla a servi plus particulièrement aux sépultures de gens attachés à la maison impériale.
« Une sorte de porche monumental, construit en briques et décoré d'ornement en terre cuite » permet de pénétrer dans la galerie. « Cette entrée fut flanquée par la suite de salles d'agapes avec des bancs et une fontaine ; au-dessus, il y avait un logis pour le gardien. »
Le cimetière souterrain s'est développé à partir des IIe – IIIe siècle, d'abord comme des noyaux funéraires distincts qui se sont réunis ensuite en une seule grande catacombe.

### La basilique des saints Nérée et Achillée

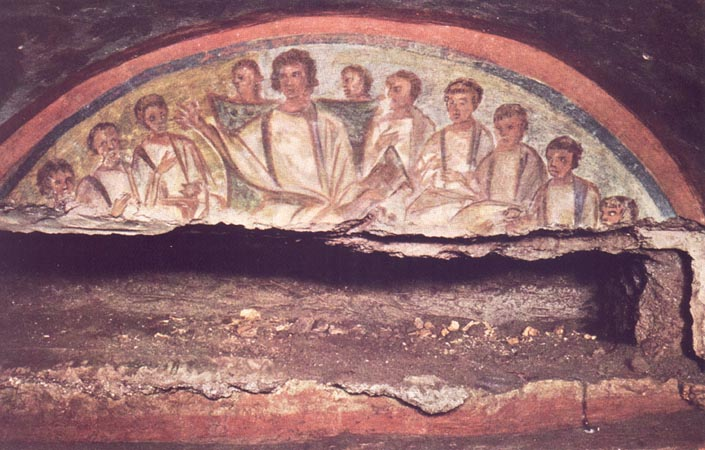
Jésus enseignant aux apôtres, fresque du IV.

Cette basilique est aussi parfois appelée : Basilique de Pétronille ou Basilique de Pétronille, Nérée et Achillée. Il ne faut pas la confondre avec l'église-basilique Santi Nereo e Achilleo située dans le rione de San Saba à proximité des thermes de Caracalla, qui a été dédiée à ces deux saints au VIe siècle, après avoir eu une autre dénomination pendant plusieurs siècles.
À la fin du XIXe siècle, Giovanni Battista De Rossi a mis au jour une basilique semi-souterraine consacrée à Nérée et Achillée, présentés comme les chambellans de la « vierge Flavia Domitilla » dans diverses sources chrétiennes, mais qui semblent décrits comme des soldats dans une inscription du pape Damase, située près de la Viale Tor Marancia (it) à une brève distance de l'ancienne via Ardeatina. Il a aussi trouvé des indications, notamment une fresque, qui montrent que la sépulture de sainte Pétronille, elle aussi appartenant à la famille flavienne, se trouvait dans cette basilique. Plusieurs textes chrétiens indiquent qu'elle a été enterrée dans ce cimetière. Une des colonnes qui supportaient le tabernacle de l'autel est ornée d'un bas relief qui représente le martyre de celui dont le nom est gravé : ACILLEVS (Achillée). Une autre colonne cassée devait probablement porter le nom de NEREVS (Nérée).
La crypte où furent enterrés les saints Nérée et Achillée devint un sanctuaire qui devint une basilique semi-souterraine munie de trois nefs, une abside et un narthex. La datation de la basilique à la fin du IVe siècle telle que G. B. De Rossi l'avait faite en s'appuyant sur un graffito et une épitaphe est en général acceptée,, bien que Krautheimer et Tolotti proposent de la dater vers 600. Philippe Pergola distingue trois phases structurelles dans le développement du monument. Il appuie ce point de vue en analysant les relations topographiques de la basilique avec le réseau de galeries de la catacombe. Dans l'angle nord-est de la basilique se dressent encore des murs qui semblent être les restes d'une crypte primitive d'avant le pontificat du pape Damase et datés probablement de la première moitié du IVe siècle. La basilique elle-même constitue la troisième phase structurelle du sanctuaire. Malheureusement les deux précédentes phases structurelles n'ont pas fait l'objet de fouilles jusqu'à présent. Plusieurs critiques ont noté qu'elle est disposée selon un modèle juif,, ce qui correspond au caractère judéo-chrétien de l'Église de Rome à la fin du Ier siècle, à une époque où le judaïsme et le christianisme ne sont pas encore séparés et correspond particulièrement à ce que l'on sait du christianisme des membres de la famille flavienne qui y avaient adhéré,.

### Pèlerinage aux tombes des martyrs
Après la fin des activités funéraires au Ve siècle, cette basilique est devenue le centre d'un sanctuaire de pèlerinage aux tombes des « martyrs » Nérée et Achillée.
En 755, les cimetières et basiliques situés autour de Rome furent dévastés par les Lombards qui assiégeaient la ville. Dès que la paix fut conclue, le Pape Paul Ier commença à transférer dans des lieux plus sûrs les reliques des saints illustres. Le sarcophage de sainte Pétronille est solennellement transféré dans le mausolée qui lui a été construit au Vatican (757). Ce sarcophage où figuraient des dauphins ainsi que son nom, Aurelia Petronilla est aujourd'hui perdu.
Le pape Léon III (795 à 816) constate que la basilique est régulièrement inondée par les flots et décide sa fermeture. Elle est alors dépouillée de tout ce qui se rapportait aux usages liturgiques. L'utilisation de la basilique souterraine est alors abandonnée. Son titulus ainsi que les reliques des deux saints sont transférés dans l'église Santi Nereo e Achilleo. Au VIe siècle, cette église qui était auparavant attribuée à cinq prêtres a été consacrée aux saints Nérée et Aquilée. Le nom Sanctorum Nerei et Achillei, qui désigne cette église, apparaît pour la première fois en 595.
Abandonnée et oubliée, la catacombe a été redécouverte par Antonio Bosio à la fin du XVIe siècle et explorée méthodiquement par Giovanni Battista De Rossi dans la deuxième partie du XIXe siècle.
C'est en ce lieu qu'a été signé le pacte des Catacombes, en novembre 1965, quelques jours avant la fin du concile Vatican II.